# Campo de San Pedro
Campo de San Pedro – gmina w Hiszpanii, w prowincji Segowia, w Kastylii i León, o powierzchni 37,57 km². W 2011 roku gmina liczyła 345 mieszkańców.